# حقوق البث
حقوق البث (غالبًا ما تسمى أيضًا حقوق الوسائط ) هي حقوق تتفاوض عليها منظمة البث مع مؤسسة تجارية - مثل هيئة إدارة رياضية أو موزع أفلام - لعرض منتجات تلك الشركة على التلفزيون أو الراديو.

## الملكية الفكرية
تهدف المنظمة العالمية للملكية الفكرية (الويبو)، إحدى الوكالات المتخصصة السبعة عشر التابعة للأمم المتحدة، إلى القضاء على قرصنة إشارات البثّ. وتؤكد المنظمة العالمية للملكية الفكرية أن حقوق هيئات البث مهمة لـ: 
- حماية الاستثمارات المكلفة في بث الأحداث الرياضية
- الاعتراف بالجهود الريادية لمنظمات البث ومكافأتها
- الاعتراف بمساهمتهم في نشر المعلومات والثقافة ومكافأتهم عليها[2][3]

### القانون الدولي
بموجب اتفاقية روما لحماية فناني الأداء ومنتجي التسجيلات الصوتية وهيئات الإذاعة لعام 1961، تتمتع هيئات البث بحقوقٍ حصريةٍ لمدة عشرين عامًا في السماح بإعادة البث أو منعه، والتثبيت (التسجيل)، وإعادة الإنتاج، ونقل برامجها إلى الجمهور إذا كان هذا النقل في أماكن يمكن للجمهور الوصول إليها مقابل دفع رسوم دخول.  
يتم حساب مدة حماية البث من نهاية العام الذي: 
- جرى التثبيت فيه - بالنسبة للتسجيلات الصوتية والعروض المضمنة فيها؛
- نفّذ الأداء فيه - بالنسبة للأداءات غير المدرجة في التسجيلات الصوتية؛
- جرى البث فيه- للبث.

## حقوق البث والإعلام في الرياضة
تستند العلاقة بين الرياضة والتلفزيون ووسائل الإعلام الأخرى إلى حقوق التأليف والنشر والحقوق المرتبطة بحقوق النشر (حقوق البث والملكية الفكرية)، لا سيما تلك المتعلقة بمنظمات البث. تدفع محطات التلفزيون ووسائل الإعلام مبالغ ضخمة للحصول على حقوق حصرية لبث الفعاليات الرياضية الكبرى مباشرة.
على الرغم من حقوق الملكية الفكرية والتعاون المتزايد بين وسائل الإعلام والرعاة والهيئات الرياضية، إلا أن التقنيات الحديثة وفّرت للجماهية إمكانية متابعة البث المباشر للفعاليات الرياضية وسهّلت سرقة وقرصنة الإشارات، كما أن إعادة البث غير المصرّح به عبر الإنترنت يشكل تهديداً للبث المباشر للفعاليات الرياضية. تؤثر قرصنة الإشارات على عائدات الإعلانات والمبيعات للذين دفعوا مقابل الحقوق الحصرية للبث المباشر، وتقلل من قيمة هذه الحقوق فتؤثر على الإيرادات. لذا أصبحت منظمات البث تطالب بحماية قانونية على المستوى الدولي لأن القوانين الوطنية ليست كافية.
تقود المنظمة العالمية للملكية الفكرية جهود تطوير نظام عالمي متوازن وفعّال للملكية الفكرية لتعزيز الابتكار والإبداع من أجل مستقبل أفضل وأكثر استدامة. حيث نوقش تحديث الحماية الدولية لهيئات البث بالتفصيل في المنظمة العالمية للملكية الفكرية في إطار اللجنة الدائمة المعنية بحقوق المؤلف والحقوق المجاورة ، وما زالت هذه المناقشات مستمرة لإنشاء إطار قانوني دولي يحمي بكفاءة من قرصنة إشارات البث لمواكبة الثورة الرقمية في الاتصالات. 

## روابط خارجية
- المنظمة العالمية للملكية الفكرية. الاتفاقية الدولية لحماية الفنانين ومنتجي التسجيلات الصوتية وهيئات الإذاعة. ويبو ليكس.